# 過塩素酸パラジウム(II)
過塩素酸パラジウム(II)（かえんそさんパラジウム(II)）、英語: palladium(II) perchlorate）は、化学式が Pd(ClO4)2 で表される無機化合物である。薄茶色の固体で、六酸化二塩素と塩化パラジウム(II)を反応させ、真空中で60℃に加熱することで得られる。
3 PdCl2 + 4 Cl2O6 → 3 Pd(ClO4)2 + 4 Cl2
過塩素酸パラジウム(II)水溶液は、硝酸パラジウム(II)水溶液に過塩素酸を加えることで合成できる。

## 構造
固体の無水過塩素酸パラジウム(II)は、中心のパラジウム原子に結合した一対の二座パークロレート配位子からなる。